# Вікіпедія мовою тсонга
Вікіпедія мовою тсонга (тсонга Wikipediya) — розділ Вікіпедії мовою тсонга. Створена у 2004 році. Вікіпедія мовою тсонга станом на 19 серпня 2025 року містить 949 статей, 11 689 зареєстрованих користувачів, 21 активного дописувача, 2 адміністраторів
. Загальна кількість сторінок у Вікіпедії мовою тсонга — 4234, редагувань — 39 628, мультимедійні файли відсутні
. Глибина (рівень розвитку мовного розділу) Вікіпедії мовою тсонга велика і становить 112.1 пунктів
. 

## Історія
- Липень 2008 — створена 100-та стаття[3].